# ハルコイ
『ハルコイ』は、末次由紀による日本の漫画作品、及び同作品を表題とした漫画短編集。

## 概要

### 漫画作品
2007年、『BE・LOVE』（講談社）6号に掲載された読み切り作品。作画盗用問題に伴って2005年10月から漫画家活動を停止していた作者が、この作品で活動を再開した。

### 短編集
表題作を含む読み切り作品4作品を収録。表紙カバーには、活動再開に協力してくれた人々と読者に対する作者の謝辞が記されている。この短編集に収録した読み切り作品を発表した後、作者の漫画家活動再開後、初の連載作品「ちはやふる」を発表した。
- ハルコイ
- 指輪の片想い - 『BE・LOVE』2007年13号に掲載
- 美彩（びさい）食堂 - 『BE・LOVE』2007年20号に掲載
- ななつの約束 - 『BE・LOVE』2007年22号に掲載

## あらすじ

### ハルコイ
50歳の主婦・綾子には、娘ほど年の離れたのどかという友人がいた。のどかの恋を応援し、何かと世話を焼いていた綾子だったが、ある日突然、恋を思いとどまるよう進言する。それに反発したのどかは、自分に干渉しないよう綾子に言い放つ。実はのどかの恋は実らない恋であり、綾子はそのことに気づいていた。綾子の真意を知ったのどかは、綾子が過去の悲しい思い出を抱きながら自分を支えてくれたことを知る。

### 指輪の片想い
ウェディングプランナーの繭子は30歳。離婚経験のある恋人・憲祐と結婚したいと焦るが、今のままでいいと憲祐に言われ激しく落ち込む。そんな中、顧客の挙式でトラブルが発生。全力でトラブルに立ち向かい、無事に挙式を終えようとしていた繭子の前に思いがけず憲祐が現れる。

### 美彩食堂
派遣社員の美彩は、合コンで老舗和食屋の跡取り・晋太郎と知り合う。だが彼の店を訪ねてみると、そこは町の寂れた定食屋だった。晋太郎の父が揚げる天ぷらの味に感動した美彩は、店の経営を立て直すために働き始める。美彩のさまざまなアイデアや工夫で店に客が戻り始めるが、店を訪れた友人との何気ないやりとりがきっかけで、美彩は店を辞めてしまう。再び美彩は派遣社員として働き始めるが、飲食店で働くことは自分にとって必要な「地面」だと気づく。

### ななつの約束
幼い女の子・七菜は、翻訳家の母と2人暮らし。仕事で忙しい母に笑顔を取り戻そうと、母との約束を破ってたった一人でバスに乗り、かつて一緒に暮らしていた祖父と祖母の家へ向かう。心細さを抱えながらたどり着いた家はリフォームされて昔の面影はなく、祖母は入院していた。祖父からの電話で駆けつけた母に、七菜はもっと笑ってほしいと泣きじゃくる。

## 主な登場人物

### ハルコイ
本田 綾子（ほんだ りょうこ）
50歳の主婦。一人娘はイギリスへ嫁ぎ、現在は夫と2人暮らし。着物の着付け教室でのどかと友人になる。話好きで、人のいい性格。のどかの恋が実るように世話を焼くが、のどかの同僚たちは度を過ぎたおせっかいと感じている。
春宮 のどか（はるみや のどか）
23歳の保育士。不器用で好きな人を目の前にして、思うように話すことができない内気な性格。職場近くのイタリア料理店の店長に恋をする。

### 指輪の片想い
北大路 繭子（きたおおじ まゆこ）
ホテルのウェディングプランナー。30歳。1年前に知り合った恋人の憲祐と結婚したいと焦っている。自分の仕事に誇りとやりがいを持って働いている。
氷室 憲祐（ひむろ けんすけ）
繭子の恋人で、銀行員。嫁の浮気で離婚した経験を持つバツイチ男。父親と同じで、つむじが3つある。

### 美彩食堂
三森 美彩（みつもり みき）
26歳の派遣社員。建設会社で働いていたが、晋太郎の実家「竜ヶ崎食堂」で働き始める。実家は洋食屋で、『日経レストラン』を読まされていた過去を持つ。そのノウハウを活かして、店を立て直そうとする。
竜ヶ崎 晋太郎（りゅうがさき しんたろう）
「竜ヶ崎食堂」の跡取り。料理の腕は未熟で、寂れた店の現状も他人事のように語るなど、危機感が薄い。懸命に働く美彩の姿に心を打たれ、父親に料理を教えてほしいと頼む。美彩に好意を抱いている。

### ななつの約束
七菜（なな）
幼い女の子。かつては祖父・祖母の家で暮らしていたが、現在は翻訳家の母と2人暮らし。通話できない携帯電話を片手に持ち、一人でバスに乗って祖父・祖母の家へ向かう。

## 書誌情報
- 末次由紀 『ハルコイ』 講談社〈講談社コミックスビーラブ〉、全1巻、2007年12月13日発売[1]、ISBN 978-4-06-319227-8